# Yi Sang-ryong
Yi Sang-ryong (en hangul, 이상룡; romanización revisada, I Sangryong) (Andong, Gyeongsang, Reino de Corea, 24 de noviembre de 1858 - Jilin, Manchuria, China, 15 de junio de 1932) fue un político coreano, activista de la liberación coreana de la administración colonial japonesa y tercer Presidente del Gobierno Provisional de la República de Corea, gobierno coreano en el exilio entre septiembre de 1925 y enero de 1926.
| Predecesor: Park Eunsik | 3º presidente del Gobierno Provisional de la República de Corea 1925 - 1926 | Sucesor: Hong Jin |

- Datos: Q494144